# Monte Pontecorvo
Monte Pontecorvo è un rilievo dei monti Ernici, nel Lazio,  nella provincia di Frosinone, nel comune di Veroli.